# Galetes d'oli
Les galetes d'oli o galetes d'Inca són una preparació de pa cruixent originària del municipi d'Inca, a l'illa de Mallorca. Contenen farina, oli d'oliva verge, aigua, llard de porc, sal i llevat fresc. Són petites i ovalades, punxades pel centre perquè es coguin uniformement.
Tot i que s'anomenen galetes, no es consideren com a tal, ja que no són dolces i normalment la massa de les galetes no es deixa fermentar, però aquesta sí. Per tant, són un producte més semblant als pics, bastons, o crostons. No obstant això, les galetes d'Inca presenten una notable proporció de lípids, i en canvi una quantitat pobra d'aigua, la qual cosa fa que siguin imperibles.
A Eivissa són més grans, gairebé com a panets. També són anomenades quelitas perquè el principal productor n'és la marca Quely. També hi ha moltes altres empreses que produeixen galetes d'oli, sobretot al Pla de Mallorca.

## Origen
Hom diu que les galetes d'oli tenen el seu origen en les ship biscuits britàniques, també anomenades galetes marineres. Aquest tipus de galetes eren usades pels vaixells anglesos perquè aguanten cruixents per llarg temps, fins i tot en alta mar. No obstant això, la massa d'oli ja era coneguda des d'època medieval i el seu consum es va expandir en el segle XVIII amb l'expansió de la navegació. Els vaixells s'aprovisionaven de grans quantitats de pans d'oli, per la qual cosa també eren coneguts com a pans de vaixell o bescuits de mar.
En algun moment del segle xix, un navili de la Marina Reial britànica va desembarcar al port de Palma i va encarregar a un forner local que li subministrés ship biscuits. El forner va usar oli d'oliva, propi de la Mediterrània, i es va guardar la recepta per a si, establint la producció a la vila d'Inca. Ràpidament, les galetes d'oli es van estendre per l'illa i avui dia són una icona de Mallorca.
Abans que existís la Universitat de les Illes Balears, els joves mallorquins havien d'anar a estudiar a Barcelona o València. La majoria d'ells podien ser fàcilment identificats en els seients més barats dels ferris mediterranis, portant la sobrassada en una mà i les galetes d'Inca en l'altra.